# Alban Berg Quartett
Het Alban Berg Quartett ('Alban Berg Kwartet'), genoemd naar de componist Alban Berg, was een van de bekendste strijkkwartetten ter wereld. Het trad op in concertzalen, maar ook in radio- en platenstudio's. Het kwartet bestond van 1970-2008.
Het kwartet werd in 1970 te Wenen gesticht door vier jeugdige leraren van de Weense Muziekacademie en debuteerde in 1971 in het Wiener Konzerthaus. De weduwe van Alban Berg, Helene (1885-1976) woonde een van de eerste concerten bij, en bood als blijk van waardering aan het strijkkwartet aan om de naam van haar man te gebruiken.
Voor de eerste studio-uitvoeringen won het kwartet de Grand Prix du Disque. In de loop van de jaren wist het Alban Berg Quartett ruim dertig belangrijke grammofoonplatenprijzen te verwerven, met een repertoire dat de klassieke en romantische muziek omvat, maar ook veel werken uit de 20e eeuw. Daarbij waren ook premières, onder meer van Luciano Berio. Na de opheffing van het Amadeus Quartet (1987) en het LaSalle Quartet (1988) gold het Alban Berg Quartett als het top-ensemble. In 2008 hief het strijkkwartet zich op.

## Leden
- Viool: Günter Pichler
- Viool: Klaus Maetzl, Gerhard Schulz
- Altviool: Hatto Beyerle (1971–1981), Thomas Kakuska (1981–2005), Isabel Charisius (2005-2008)
- Cello: Valentin Erben